# Комишня
Комишня́ — селище Миргородського району Полтавської області України, адміністративний центр Комишнянської територіальної громади, розташоване поблизу річки Хорол (басейну Дніпра), за 23 км від залізничної станції Сенча (на лінії Ромодан — Лохвиця). Населення становить 2175 чол. Орган місцевого самоврядування — Комишнянська селищна рада.

## Географічне розташування
Селище міського типу Комишня розташоване на правому березі річки Хорол, вище за течією на відстані 3,5 км розташоване село Остапівка, нижче за течією за 2 км розташоване село Сажка, на протилежному березі — село Зуївці. Селищем протікає пересихаючий струмок з загатою. До селища примикає невеликий лісовий масив урочище Марківське (дуб).
На схід від селища розташована ботанічна пам'ятка природи місцевого значення «Липова алея» (Катерининські липи).

## Назва
Сама назва «Комишня» (історична Комишенка, Комишина, Комишна, Комишно) походить від назви річки, Комишанки — на правому високому березі, якого і виникло селище. Слово «комиш-куга» (очерет, рогіз), від якого веде свою назву місцева річка, є давньотюркським запозиченням.

## Історія
Територія Комишні була заселена з давніх часів. Тут трапляються знахідки доби бронзи та неоліту. Саме поселення було засноване, по одній із версій, древнім народом — тюркомовними скотарями — булгарами в одну історичну епоху із заселеними пунктами Голтав (Говтва), Керменчик (Кременчук) та інші. Відомий український вчений-історик, краєзнавець Жук Віра Никанорівна відстоювала думку про давньобулгарське походження Комишні.
Збереглися рештки стародавніх укріплень над долиною Комишанки. Городище знаходиться на високому правому березі річки, який утворює т. зв. «Лікарняну гору». Комишанка омиває гору з західного і північного боків, а з південного боку — безіменний струмок. На гребені гори чітко видно залишки укріплення, які являють собою рів зі слідами розрівняного валу. Вимірювання периметру укріплень комишнянського городища проводилось 13 листопада 2010 року під керівництвом учителя історії Москаленка Ярослава Віталійовича. Довжина рову на Лікарняній горі — 461 метр. Висота валу над рівнем річки склала 20 метрів. Глибина рову — 1,85 м. Висота від дна рову до верху валу — 4,85 м. Ширина рову у найширшій частині досягає 10 м. (Для порівняння, — ширина рову полтавської фортеці, яка витримала облогу військ Карла XII, — 15 метрів.
У 1-й чверті XVII ст. Комишня Миргородської волості була вже значним поселенням, її зображено на карті Боплана. Перша письмова згадка про селище припадає на 1618 рік — вона тоді перебувала у числі володінь Яреми Вишневецького. 1630 року польський король Сигизмунд III віддав містечко для здобування селітри (важливого складника для виробництва пороху) — адміністратору королівських маєтностей Бартоломію Обалковському. Але через 17 років воно знову повертається до володінь Яреми Вишневецького (на той час у Комишні було 1194 господарства).
З початком визвольної війни Богдана Хмельницького — у 1648 р. — Комишня здобула статус сотенного містечка. Комишнянська сотня була створена та переважно перебувала при Гадяцькому полку, тимчасово переходила у підпорядкування Миргородського полку.
У січні 1654 р. до Комишні прибув московський посол М. Воєйков і було приведено до присяги цареві Олексію Михайловичу 74 людини — сотника, отамана, 53 козаків, війта і 18 міщан.
У містечку тричі побував гетьман Іван Виговський. Саме перебуваючи тут, він 15 січня 1658 року написав листа до слуцького коменданта Івана Гроса. Вдруге він приїхав 31 серпня 1658 року у зв'язку з підготовкою до укладення Гадяцької угоди з Річчю Посполитою. Переправившись через Дніпро, гетьман з основним військом просувався до Російського кордону за маршрутом: Кувичинці (19 серпня) — Лубни — Снітин (25 серпня) — Комишня (31 серпня) — Липова Долина (3 вересня). Це був похід на московське прикордоння з метою придушення недобитків пушкарівців. На річці Сенчі, поблизу Комишні, близько 30 серпня відбулася козацька рада, де «приговорили всі черкаси, що їм іти війною під Путивль, під Севськ, під Суми, під Недригайлів». 31 серпня, коли козацько — татарське військо досягло Комишні, у табір гетьмана одночасно прибули царський посланець дяк В. Кікін і польські комісари Станіслав Беневський та К. Євлашевський. Таким чином на початок вересня у таборі Виговського під Комишнею паралельно розпочалися переговори з польськими комісарами і з московським посланцем. Очевидно Виговський зробив це навмисно, розраховуючи на певний психологічний вплив — що в таких обставинах обидві сторони будуть у переговорах поступливішими.
Приїздив гетьман до Комишні і втретє. Весною 1659 року Виговський здійснює другий похід на російське прикордоння. Поступово розгортається повноцінна війна з Москвою. 7 лютого, на четвертий день облоги, за намовлянням миргородського протоієрея Пилипа миргородський полковник С. Довгаль (прихильник Москви) без бою здав гетьманському війську Миргород. Видавши гетьманові загін російських драгунів, С. Довгаль з усім Миргородським полком приєднався до гетьманського війська. З Миргорода Виговський вирушив у бік російського кордону. 11 лютого він був у Сорочинцях. 12 лютого гетьман прибув до Комишні.
Існує чіткий зв'язок між поразкою гетьмана Івана Виговського у боротьбі проти опозиції і змінами адміністративного підпорядкування Комишні, — з 1658 року вона перейшла від Миргородського полку до Гадацького полку, де і залишалась до самого кінця Гетьманщини.
З 1666 р. містечко було передано до рангових земель гетьмана Івана Брюховецького. З 1678 до 1687 року Комишнею володів гадяцький полковник М. Самойлович. У грудні 1708 р. містечко було захоплене шведами, які тримали його до березня 1709 р. Потім воно було передане до рангових земель Гадяцького полковника Івана Скоропадського. Згодом Комишня була передана іншому гадяцькому полковнику М. Милорадовичу — що було підтверджено грамотою Петра I від 1718 року.
До ліквідації полкового устрою в Україні містечко входило до складу Гадяцького полку. З 1781 року Комишня була віднесена до Миргородського повіту Київського намісництва. На 1781 рік там проживало 1145 мешканців господарств козаків — під помічників, 140 — посполитих. Проживало 5 дворян, 14 різночинців і 19 представників духовенства.
Комишня має свій герб щонайменше з 1715 року. Про це свідчать відбитки печатки на документах місцевої ратуші. Символіка герба — характерна для самобутньої козацької геральдики доби Гетьманщини: у щиті — кавалерський хрест, під яким — півмісяць, перекинутий ріжками догори; обабіч хреста — дві шестикутні зірки. Після 1782 року, коли Комишня втратила статус сотенного містечка, герб вийшов з офіційного вжитку.
За описом 1787 року у містечку вже проживало 3304 мешканці чоловічої статі. Там відбувається три ярмарки на рік та двічі на тиждень — базари. У 1796 р. Комишня у складі Миргородського повіту Малоросійської губернії. 1797 року стала волосним центром, а у 1802 році увійшла до складу Полтавської губернії.
На початку липня 1812 року вийшов царський маніфест із закликом ополчитись на захист вітчизни від Наполеона. Передбачалося створити на території Полтавської губернії шість козацьких полків, — у Полтаві, Горошиному, Яготині, Срібному, Веприку і Комишні. Майор Кулябко сформував 3-й полтавський полк, у якому було 563 козаків Миргородського повіту та 637 осіб із лубенського повіту.
У кінці вересня 1812-го підрозділ виступив на Калугу, а 17 жовтня, у складі летючого підрозділу А. П. Ожаровського, у Юхнов. 2 і 5 листопада взяв участь у боях під Красним, невдовзі був відряджений у головну квартиру 1-й Західної армії для конвоювання полонених. Опісля ряду кампаній полк брав участь у блокаді Замостя. Після здачі фортеці, 10 листопада 1813 р., конвоював полонених, від 4 вересня 1814 р відряджений до складу 6-го корпусу А. П. Єрмолова. 1816 року до однієї із церков Комишні було здано на зберігання прапор 3-го Полтавського полку.
На час перепису 1859 року у Комишні вже проживають 5170 мешканців чоловічої статі, 925 дворів, 4 церкви, відбувалися 3 ярмарки на рік.
У 1843 році у містечку було відкрито на кошти сільської громади початкове міністерське училище, де навчалось 60—80 дітей. Школа була відкрита на території Різдвяно-Богородицької церкви і першим її учителем був настоятель цієї ж таки церкви — Максим Євстаф'єв. Відомо, що приватні домашні училища для селян існували задовго до того: протоієрея Івана Стеблинського у 1791—1819 рр., диякона Михайла Мурейка у 1799—1815 рр., графа Кушелева у 1-й половині XIX ст. і підпоручика Романа Імбри у 1850—1860-х роках. 1870 року школа згоріла і на будівництво нового приміщення місцеве земство зібрало 1000 карбованців. У наступному році Прохір Стеблинський почав практикувати ланкастерський метод навчання. 1876 року було відкрито земське двокласне училище, яке уже нараховувало 200 учнів. У школі викладалися такі предмети: математика, російська мова, історія, географія і закон Божий. Бібліотека училища нараховувала 510 книг. Заробітна плата вчителя становила 350 крб, — видатки на ремонт їх житла, опалення, освітлення і страхування брало на себе земство.
На 1863 рік у містечку проживало 5880 мешканців, діяли винокурний і селітряний заводи. З 1868 року існувала земська лікарня, у якій з 1874 по 1883 рік працював відомий український хірург-новатор, засновник школи хірургів-практиків, науковець і громадський діяч Овксентій Трохимович Богаєвський.
У 70-х — на початку 80-х років XIX століття у Комишні працював лікарем товариш Опанаса Рудченка (Панаса Мирного), учасник Російсько-турецької війни 1877—1878 років, майбутній генерал-майор, засновник Миргородської водолікарні Іван Андрійович Зубковський (1848—1933).
1895 року у містечку було відкрито бібліотеку, діяла поштова станція. 1899 року було відкрито друге земське училище.
На час перепису 1900 року в Комишні існувала козацька громада з дев'ятьма хуторами, яка нараховувала 6820 чол. і 6 громад селян-власників, відповідно — 1482 мешканці. На той час у селищі діяли 4 церкви: Іллінська — 1818 року, мурована, з дерев'яною дзвіницею — вважалася «панською», 1833 року — (на теперішній Лікарняній горі); Різдва Богородиці — 1795 року, дерев'яна — вважалася «козацькою» (на місці сучасного базару); Спаська — 1855 року, дерев'яна — вважалася «селянською» (була розміщена на «Горобцевому»); Миколаївська — 1883 року, дерев'яна, теж «селянська» (на Слобідці). Крім вказаних храмів був єврейський молитовний дім. У селищі діяло 10 крамниць, 40 млинів, 1 цегельний завод. Працювало міністерське чотирикласне училище, два земських двокласних (одне — п'ятикомплектне і одне — чотирикомплектне) та чотири початкові церковні школи. В усіх навчальних закладах навчалося (на 1914 р.) 652 учні. Їх навчали 23 вчителі.
У час революції 1905 року у селищі проходили мітинги і збори селян, серед яких намагалися поширювати соціалістичні і анархістські ідеї ряд діячів: Трохим Спиридонович Деркач, вчителі міністерського училища — Антон Степанович Сохацький, Семен Павлович Пустовіт та інші. Восени 1905 року на волосному сході, де було понад 100 комишнян, народ зажадав усунення старого складу волосної влади і обрав її новий склад. Керівником ради став Т. С. Деркач.
У 1905 році у селищі відбувся принаймні один єврейський погром. І. Берсим та Коваленко були серед учасників цієї ганебної акції, закликали людей грабувати вже розбиті погромниками крамниці.
У період Тимчасового уряду в селищі з ініціативи керівників кредитового товариства Восьмака і Вакули (фактичних керівників селища) Комишнянське міністерське училище здобуло статус реального училища. Очолював цей заклад Квач Андрій Дмитрович. Весною 1919 року училище зробило свій перший випуск — 40 осіб. За комуністів училище було перетворено на робфак Київського інституту.
У кінці квітня 1917 року в селі створено Раду селянських і солдатських депутатів, у якій велику роль відігравав місцевий фронтовик Андрій П'явка.
10 січня 1918 року загін Червоної гвардії під керівництвом І. Вовнова окупував Миргород. До кінця січня в Комишні було створено міліцію і ревком.
У березні 1918 року німецькі війська відновили владу УНР у нашому краї. За гетьмана Скоропадського старшиною селища був місцевий селянин Яценко Іван Павлович (пізніше був убитий разом із дочкою).
На початку грудня 1918 року наш край опинився під контролем Директорії. У цей час у селищі активізуються антикомуністичні формування Степана Москаленка та Охріменка. У січні 1919 року розпочинається друга більшовицька окупація. У Комишні було створено комітет незаможних селян. У серпні 1919 року Миргородщина опинилася під окупацією денікінців.
У грудні 1919 року селище втретє окуповують більшовики. Проводилася хлібозаготівля, що викликало опір населення. 1919 року були вбиті хлібозаготівельники: Шабатура і Болюбаш; 1920 році — Кальченко Опанас і Лупандін Борис.
Після цього на «Гулевичці» відбувся потужний бій між комуністичним загоном Миколи Шатуна та українським повстанським загоном Леонтія Христового.
У ході Визвольних змагань на території селища діяли наступні антикомуністичні збройні формування: загін Марковських (сам пан Марковський був розстріляний, загін розбитий у 1919 році), загін «Котлярів» — під керівництвом Котляревського Івана Павловича, загін Виборного — відомий нападом но волость і розправою над Іщенком Н. Д. та Іщенком І. І. та ін., загін Козельських, загін Тригубенків, загін Хрестового, загін Марусі Симоненко (яка помстилась комуністам за вбивство свого чоловіка і сина — убила чотирьох винуватців, у тому числі Литвишка і Литвина).
1923 році з Комишнянської і Зуївецької волостей було створено Комишнянський район, який входив до Лубенського округу. У цей час у селищі діяло поштове відділення, лікарня, телефонна підстанція, 4 школи. У жовтні 1930 року Комишнянський район було укрупнено, але вже у лютому 1931 року його ліквідували. Першим колективним господарством у селищі була сільськогосподарська артіль «Червона нива», створена в 1922 році на хуторі Грабщина Дорошенком І. П., Килимником І. М., Демченком І. І., Пилипчуком С. П. Там діяв так званий колгоспний університет. Створена артіль об'єднувала 22 людини і 6 господарств. Організація виявилася економічно не вигідною і скоро розпалась. У листопаді 1927 року колективізація прийшла в селище. Було створено актив для пропаганди колгоспного господарювання, який очолив голова селищної ради О. Хоруженко. 1928 року було створено два ТСОЗи — «Бідняцька перемога» і «Червоний шлях», але люди позабирали свої заяви і організації було ліквідовано. До січня 1930 року було заново зібрано 900 заяв (показово, що за даними перепису 1926 року в Комишні проживало 7333 мешканці і було 1613 господарств).
Створення першого колгоспу розпочали у приміщенні клубу, — колишньому домі купця Смілянського, убитого разом із дочкою за допомогу денікінцям. 1934 року два великих колгоспи було розділено на 6 дрібніших.
У першій половині 20-х років у Комишні працювали: поштове відділення і телефонна станція, лікарня, три початкові і одна семирічна школи, хата-читальня, кілька гуртків лікнепу. На 1930 р. було відкрито філію робітфаку Київського ветеринарного інституту. У 1932 р. було організовано Комишнянську МТС. З 1931 по 1935 рр. містечко входило до складу Миргородського району Харківської області.
Комишнянський район було відновлено у 1935 р. Він у 1937 р. увійшов до складу новоутвореної Полтавської області. Всесоюзний перепис населення 1939 року виявив різке скорочення населення в Комишні — до 5173 чол., що пояснюється сталінськими репресіями: розкуркуленнями, колективізацією та перш за все — Голодомором 1932—1933 років. Різниця з попереднім переписом (1926 р.) становить 2160 чол. За свідченнями очевидців, у селищі не було єдиного місця для поховань жертв Голодомору, — ховали по погребах, по садках тощо Найбільшим із них є старий цвинтар у Прогресі. Серед загиблих від голоду: Нипенко Андрій та Олексій, Силка Василь, Слухаєвський Федір Кирилович — священик Спасо-Преображенської церкви, т. зв. Ладанчата. Відомі випадки канібалізму — Робоча Марина з'їла своїх дітей. У розпал голоду у Комишні відбувся хлібний бунт. Коли Горобець Іван ударив у дзвін, то за його сигналом мешканці села розграбували хлібні склади на старій базарній площі. (Саме на цьому місці в наші дні було поставлено районний пам'ятник жертвам Голодомору). До містечка було введено війська, які розмістилися на «Горобцевому». Серед репресованих крім родини Горобців відомий Ємець Василь, — його покарали за збір колосків. Серед активістів — виконавців злочинної політики, називають: Зайшлого Петра, Дробота Федора, Москаленка Петра, Милівського Пилипа (він був головою сільради), Кубая Панаса, Килимник Палажку. Всього встановлено імена 88 загиблих у часи Голодомору.
Перша церква у селищі була знищена у 1921 році (Спаська), друга — Іллінська у 1928 році, третя, Різдва Богородиці спалена на початку 1930-х років, дещо пізніше була знищена і Миколаївська церква на Слобідці.
17 вересня 1941 року німецькі війська вступили в Комишню. Ще до початку окупації, у селищі було створено кілька партизанських груп, під керівництвом Івана Харитоненка, Лаврентія Холода та Івана Москаленко. Загальне керівництво загоном здійснював Іван Безпалько.
З приходом німців, у Комишні утверджується нова влада. Починає формуватися численний загін поліції, який очолює голова районного відділу Зайшлий. Бургомістром Комишні призначають Михайла Білоуса. Місцеві колгоспи перейменовують на державні господарства зі збереженням попередніх порядків. Заборгованість перед радянською владою скасовувалась. Наприкінці вересня — на початку жовтня 1941 р. У Комишні виникла підпільна молодіжна організація під керівництвом завуча середньої школи Володимира Сапсая. До групи входили: Люба Рубаненко, Михайло Дробіт, Катерина Мілецька, Ліза Козельська, Олександр Пащенко, Єлизавета Купа, Павло Яровий, Марія Бережанська. їхньою метою було: пошук зброї, встановлення радіоприймача і приймання зведень Радянського інформбюро про перебіг війни, випуск і поширення листівок, а найголовніше — налагодження зв'язку з партизанським загоном Лаврентія Холода. У цьому їм допоміг бургомістр Комишнянського району — Михайло Білоус. Він познайомив Ліду Козельську з партизанським зв'язковим — Пантелєєм Мельником. Так було налагоджено постійний зв'язок із партизанами. Михайло Білоус і надалі допомагав представникам Опору. Зокрема, він влаштовував на роботу учасників молодіжної підпільної групи, щоб підвищити таким чином ефективність їхньої діяльності. Він також попередив партизанів про прибуття нового німецького коменданта в Комишню. Цю важливу інформацію було використано повністю: комендантську машину та мотоцикл було знищено вибухом на містку, при спуску з Попівської гори. Дії партизан викликали репресії з боку німців.
До групи Володимира Сапсая приєднується Володимир Мельник, який саме утік із табору для військовополонених. Саме завдяки йому вдалося виготовити радіоприймач. У колишній районній друкарні вдалося відшукати старий шрифт, а примітивний друкарський верстат був серед приладів Володимира Мельника. Відтоді підпільники почали друкувати листівки на квартирі у матері Володимира, (учительки за професією) Анастасії Ларіонівни Мельник. Вважається, що всього вони встигли виготовити до 10 000 листівок. У листопаді 1941 року до складу організації ввійшли Марія Дідюренко, Федір Иощенко, Олексій Розсоха, Олександр Момот. Члени групи продовжували збирати інформацію і забезпечувати партизан харчами з місцевої їдальні. Після сутички в Андріївському лісі, загін Лаврентія Холода відступає у Грабовський ліс і тимчасово припиняє діяльність. Витримавши певну оперативну паузу, партизани знову відновлюють боротьбу.
Керівництво комишнянського загону діяло в тісній взаємодії із зінківським і миргородськими загонами та групою І. Й. Копьонкіна, яка прибула з Правобережжя, щоб встановити долю генерала Кирпоноса та штабу Південно-західного фронту. Успішним був рейд партизанів на Петрівку-Роменську, де вдалося знищити склад із хлібом, запобігши його відправці в Німеччину. У складі загону тоді перебували і члени підпільної організації — Олександр Момот та Московенко. На Зіївському містку, на міні була підірвана ворожа машина, у Бакумівці — вбито поліцая. Такі акції партизан викликали посилення роботи миргородського відділу гестапо з підозрілими людьми. Було викрито продовольчу базу в с. Остапівка (Миргородський район), що серйозно погіршило становище партизан. Гостра нестача одягу, взуття і продуктів змушувало звертатись по допомогу до мешканців селища. Михайло Білоус допоміг взяти з лікарні суконні ковдри, а з бази райспоживспілки — кілька десятків метрів сукна. Оскільки боротьба ставала далі неможливою, було ухвалено рішення про відступ за лінію фронту. 3 грудня 1941 року зв'язкові підпільників Ліда Козельська і Люба Рубаненко востаннє відвідали партизанський загін, де залишались три дні. Їхню відсутність помітили, — 10 грудня Ліду заарештували. Допит вів сам начальник поліції, але нічого не вивідавши, відпустив її на третій день. Іншому зв'язковому групи Сапсая — Олександру Момоту, непощастило. Він потрапив у засідку, а через два дні був страчений німецькою поліцією.
8 грудня 1941 року загін Лаврентія Холода, об'єднавшись із іншими дрібними загонами, вирушив у напрямку Гадяча. Частині партизан вдалося перейти фронт і з'єднатися з військами Червоної Армії. Доля іншої частини загону склалось трагічно, — в умовах холодної і сніжної зими 1941—1942 років їм довелося повертатися на старі місця. Біля хутора Мелешки загін було оточено силами Зуївецької, Комишнянської та Миргородської поліції. Відразу було вбито Співака, Гузя, Сушненка. Сам Лаврентій Холод потрапив у полон і був страчений. Разом із Холодом поліцаї захопили Яценка, який як вважається, і почав видавати членів підпільної організації. Зокрема — Михайла Білоуса і Володимира Сапсая. Загинули: Лаценко В. А., Іщенко В. П., Болюбаш П. З., Мірошніченко, Мельник Р. 17 січня 1942 року розпочались арешти підпільників. Першими взяли Михайла Білоуса, Володимира Сапсая, Ліду Козельську. Потім решту організації, лише Михайлу Дроботу та Любі Рубаненко вдалося врятуватись. Миргородське гестапо наприкінці січня 1942 р. розстріляно М. Білоуса і В. Сапсая. Через кілька днів затравили собаками Ліду Козельську. На початку березня були розстріляні: Катя Мілецька, Володимир Мельник, Олександр Пащенко, Іван Мостовенко, Федір Йощенко, Василенко, Олексій Розсоха, Андрій Кубай, Іван Сошенко. Тіла їхні поховано в братській могилі неподалік пам'ятника Гурамішвілі у Миргороді. Всього загинуло 31 партизанів і підпільників.
22 лютого 1943 року півтора десятки хлопців здійснили трагічну спробу нападу на приміщення Комишнянської поліції, з метою захоплення зброї, — під час перестрілки загинули В. Вакула, О. Мельник, а Д. Залізняка було поранено.
23 лютого 1943 року окупаційна адміністрація і збройні формування було виведено з Комишні. Це пояснюють двома причинами: наступом Червоної Армії та бажанням спровокувати антинімецькі елементи на виступ, щоб їх було потім легше виявити і знищити. У будь-якому разі, через місяць німці повертаються. За цей час мешканці селища встигли повністю розграбувати запаси зерна, які було зібрано в приміщенні школи. Окупанти влаштували жорстоку розправу над комишнянами 14 осіб було розстріляно, а людей примусили повністю повернути усе зерно, та інші речі назад.
Німецькі війська покинули селище без бою. Відступаючи, вороги спалили близько 800 хат, 133 господарські будівлі, усі чотири школи, приміщення 23 установ, МТС. За час окупації нацисти стратили 192 мешканців Комишнянського району, а близько трьох тисяч хлопців і дівчат вивезли в Німеччину на примусові роботи. З них власне комишнян було 518 осіб.
17 вересня 1943 року радянські війська вступили в Комишню. Було проведено додаткову мобілізацію. Загалом було відправлено на фронт 685 мешканців селища. За бойові подвиги 317 були нагороджені орденами і медалями, у тому числі Василь Древаль та майор К. Марусиненко здобули звання Героя Радянського Союзу. Селище, у якому на 1939 рік проживало 5173 осіб, втратило у роки війни 527 осіб. Найбільші втрати припадають на 1943 р. — 207 осіб., та на 1944 р. — 110 осіб.
У 1957 р. Комишня Указом Президії Верховної Ради УРСР віднесена до категорії селищ міського типу, а вже 1962 р. Комишнянський район було розформовано і селище було включено до складу Миргородського району. Працював будинок культури на 280 місць, бібліотека для дорослих на 27 тис. одиниць збірників та дитячі на 16 тис. збірників, селищний краєзнавчий музей, районний будинок піонерів.
У 2 половині XX ст. у Комишні було відкрито багато виробництв, на сьогодні більшість із них припинили свою діяльність. Серед таких втрачених підприємств: хлібопекарня, торговельний центр, цегельний завод Миргородського промкомбінату, столярний і бетонний цехи райсількомунгоспу, дільниця Миргородського ремонтно-будівельного підприємства, автоколона, кондитерський цех, інкубатор, ветлікарня, готель і краєзнавчий музей. На місці підприємства по ремонту тракторів було збудовано одне з найбільших овочесховищ України (ТОВ «АгроТехГарантія»). Продовжує роботу Комишнянське лісництво, школа, лікарня, дитсадок «Малятко», бібліотека для дорослих (27 454 та дитяча (16 386 одиниць зберігання), будинок культури (на 280 місць), відділення «Нової пошти», працюють 19 магазинів. На території школи збудовано стадіон зі штучним покриттям.
У 2020 році селище стало центром Комишнянської територіальної громади, до якої ввійшли села колишнього Комишнянського району.
До 2024 року мало статус — селище міського типу.

## Населення

### Чисельність
| 1959    | 1970    | 1979    | 1989    | 2001    |
| ------- | ------- | ------- | ------- | ------- |
| 4 455   | ▼ 4 076 | ▼ 3 720 | ▼ 3 290 | ▼ 2 720 |
| 2003    | 2004    | 2005    | 2006    | 2007    |
| ▼ 2 635 | ▼ 2 576 | ▼ 2 522 | ▼ 2 482 | ▼ 2 462 |
| 2008    | 2009    | 2010    | 2011    | 2012    |
| ▼ 2 438 | ▼ 2 384 | ▼ 2 356 | ▼ 2 345 | ▬ 2 341 |
| 2013    | 2014    | 2015    | 2016    | 2017    |
| ▼ 2 331 | ▼ 2 307 | ▼ 2 264 | ▼ 2 221 | ▼ 2 175 |
| 2018    | 2019    | 2020    | 2021    | 2022    |
| ▼ 2 130 | ▼ 2 087 | ▼ 2 047 | ▼ 2 013 | ▼ 1 954 |

### Мова
Розподіл населення за рідною мовою за даними перепису 2001 року:
| Мова            | Кількість | Відсоток |
| --------------- | --------- | -------- |
| українська      | 2638      | 97.16%   |
| російська       | 71        | 2.62%    |
| білоруська      | 1         | 0.04%    |
| румунська       | 2         | 0.07%    |
| інші/не вказали | 3         | 0.11%    |
| Усього          | 2715      | 100%     |

## Економіка
- Комишнянський консервний завод «Миргородський край», ТОВ.
- Агротех «Гарантія» ТОВ.

## Об'єкти соціальної сфери
- Школа.
- Будинок культури.
- Будинок ветеранів.
- Районна лікарня.
- Дитячий садочок.
- Бібліотека.
- Пошта.
- Центр реабілітації дітей ДЦП, з обмеженими можливостями та воїнів АТО «Іпполар»

## Персоналії
У селищі народилися:
- Андрієнко Іван Денисович — репресований письменник, автор збірок: «Колишні люди» (1926), «Живий крам» (1927), «Рибальська легенда» (1929), «Новий вітер» (1930), «Сила незборима» (1931), «Забутий острів» (1932), «Дельфінети» (1933).
- Горіна (Корсун) Галина Іллівна [Архівовано 8 Жовтня 2014 у Wayback Machine.] — учасниця радянсько-німецької війни, снайпер, кавалер орденів
- Деренько Микола Андрійович [Архівовано 8 Жовтня 2014 у Wayback Machine.] Архітектор. Член Спілки архітекторів УРСР. За його проєктами у Полтаві ним було зведено житлові будинки біля Київського вокзалу в Полтаві (перша пол. 1970-х), будинок політосвіти, музучилище (1971), ресторан «Лілея» на Івановій горі (1971), середні школи № 26 і 29, стадіон «Колос», новий навчальний корпус Полтавського педагогічного ін-ту (1973—1974), забудова II черги житлового масиву «Половки».
- Древаль Василь Тимофійович — Герой Радянського Союзу.
- Яхновський Іван Тимофійович — учасник російського революційного руху, один із творців соціал-демократичної організації Чорноморського флоту.

У селищі перебували:
- Залізняк Дмитро Олександрович — поет, сатирик, гуморист, навчався у Комишнянській середній школі, 1962 — інструктор Комишнянського райкому партії [Архівовано 24 Березня 2016 у Wayback Machine.]
- Кибальчич Надія Матвіївна (Наталка Полтавка) — письменниця, авторка спогадів про Т. Г. Шевченка, вчителювала у Комишні з 1910 по 1914 рр. [Архівовано 7 Листопада 2014 у Wayback Machine.]
- Северин Іван Митрофанович [Архівовано 8 Жовтня 2014 у Wayback Machine.] — художник-імпресіоніст, закінчив Комишнянське двокласне училище

## Також
- Перелік населених пунктів, що постраждали від Голодомору 1932—1933 (Полтавська область)